# Sparkasse Schwaz
Die Sparkasse Schwaz AG ist ein Tiroler Bankunternehmen mit Sitz in Schwaz und Teil der Sparkassengruppe in Österreich. Sie entstand 1872 als Vereinssparkasse. Die Sparkasse ist Mitglied des Kooperations- und Haftungsverbundes der österreichischen Sparkassen und des Österreichischen Sparkassenverbands.

## Gründungsgeschichte
Als im Jahre 1821 in Österreich die Gründung von Sparkassen seitens der Zentralbehörden angeregt wurde, schlug Kreishauptmann Mensy dem Tiroler Landesgouverneur Karl Graf Chotek Innsbruck oder Schwaz als Sitz einer Sparkasse vor. Er wollte sich zu diesem Zwecke mit dem Präses des Armenvereins in Schwaz, Graf Tannenberg, in Verbindung setzen. Die Gründung einer Sparkasse sollte mit der Reorganisation des Armenwesens verbunden werden. 1822 wollte Tannenberg eine Sparkasse in Innsbruck mit Zweigstelle in Schwaz gegründet sehen. 1856 schlug ein neuerlicher Plan zur Gründung fehl, weil die lokalen Arbeiter schon durch das Zeichnen des Nationalanlehens von 1854 belastet worden waren. Ende Februar 1872 gelang endlich die Gründung eines Sparkassenvereines, der auch Garantien über 50.000 Gulden abgab. Ende Oktober stimmte die Statthalterei zu und mit November 1872 konnte die Sparkassen zu arbeiten beginnen.

## Bauliche Entwicklung der Hauptgeschäftsstelle
Nach der Gründung befand sich die Sparkasse im 1. Stock des Magistratsgebäudes in der Marktgasse (heute Kaiser-Franz-Josef-Straße), das 1885 mittels Tauschvertrag in den Besitz der Sparkasse überging und noch immer Sitz der Sparkasse ist. Das Gebäude wurde seither laufend modernisiert und erweitert, vor allem 1929 durch den Kauf des angrenzenden Hauses.

## Wichtige Ereignisse
Am 1. November 1872 nahm die Sparkasse Schwaz ihre Geschäftstätigkeit auf. Im Jahr 1925 nahm die Sparkasse Schwaz erstmals am Weltspartag teil, was auch als erster Ansatz zum Schulsparen gewertet wird. Als erstes Institut im Bezirk führte Schwaz 1940 das Privat-Girokonto ein. Mit der Einführung des Außendienstes begann 1946 die Ausbreitung des Angebotes auf das gesamte Einzugsgebiet. Ein neues Zeitalter für die Sparkasse Schwaz begann 1968, als eine magnetkartenorientierte Datenverarbeitungsanlage in Betrieb genommen wurde. Zehn Jahre später leistete die Sparkasse anlässlich ihres 100-jährigen Bestandsjubiläums Spenden an das Bezirkskrankenhaus Schwaz, an das Rote Kreuz sowie an die Altersheime in Schwaz, Jenbach und Zell am Ziller. 1998 kam es zur Gründung eines Luxemburgischen Dachfonds, der Einführung des 1. Österreichischen Fund of Funds und damit der Vermögensverwaltung für kleinere Vermögen. 

## Gemeinnützige Projekte/Sponsoring
Die Sparkasse Schwaz wurde 1984 Hauptsponsor des Union-Leistungszentrums Sparkasse Schwaz. Im Jahr 2004 stieg der Handball-Club in die Staatsliga auf. 1990 wurde ein Partnerschaftsvertrag zwischen der Turnerschaft Schwaz und der Sparkasse Schwaz unterzeichnet und ab 1993 die „avantgarde schwaz“, eine Internationale Akademie für Neue Komposition und Audio-Art unterstützt.
Zwei Jahre später begann die Kooperation mit der Stadtgemeinde Schwaz. In größerem Umfang wurde der Schwazer Silbersommer, einer der kulturellen Höhepunkte der Stadt Schwaz, unterstützt.
Ab 2000 wurde der Theaterverein „Beiläufig“ gesponsert. Im Folgejahr begann die Förderung von Schitalenten der Region durch Unterstützung des Bezirkscups. 2003 war die Sparkasse Schwaz erstmals Hauptsponsor beim Achenseelauf, einem sportlichen Großereignis im Bezirk Schwaz. 